# Saliunca styx
Saliunca styx es una especie de mariposa de la familia Zygaenidae.
Fue descrita científicamente por Fabricius en 1775.